# Sikring af skolevejen
|  | Denne artikel er oprettet af botten Steenthbot ud fra en ekstern database. Den kan derfor have sproglige fejl eller mangler. Denne skabelon kan fjernes efter kontrol af indholdet. |

Sikring af skolevejen er en dansk dokumentarfilm fra 1979 instrueret af Mogens Petersen og efter manuskript af Mogens Petersen og Leon Østergaard.